# Cinder (rivière)

La rivière Cinder est un cours d'eau d'Alaska, aux États-Unis situé dans le Borough de Lake and Peninsula.

## Description
Longue de 44 milles (71 km), elle prend sa source dans l'Aniakchak National Monument and Preserve et coule en direction du nord-ouest jusqu'à la baie de Bristol, à 136 milles (219 km) au nord-est de Port Moller.
Elle a été nommée ainsi par R.H. Sargent de l'United States Geological Survey en 1923, parce que sa vallée était remplie des cendres éjectées par le volcan Aniakchak.

## Sources
- (en) « Cinder (rivière) », Geographic Names Information System